# クラレンス・ピンクストン
クラレンス・エルマー・”バッド"・ピンクストン（Clarence Elmer "Bud" Pinkston、1900年2月1日 - 1961年11月18日）はアメリカの飛込競技選手。カンザス州ウィチタ生まれ。サンディエゴ高校に通っていた15歳の時に体操のタイトルを獲得している。サンディエゴ出身の人物として初の金メダリストである。オレゴン州立大学とスタンフォード大学に通った。1920年のオリンピックの10m高飛び込みで金メダル、3m飛板飛び込みで銀メダルを獲得した。1924年のオリンピックでは両種目でそれぞれ銅メダルを獲得している。1924年のオリンピックでエリザベス・ベティ・ベッカーと出会い、のちに結婚しベティのコーチとなった。
ベティとクラレンスはデトロイト・アスレチック・クラブの水泳と飛込のプログラムの熱心な支援者であった。ピンクストン（ピンクとしての方がずっと有名である）は1927年から1956年まで、このクラブの水上競技の長を務め、その後は死ぬ1961年までコーチを務めた。ピンクストンの指導を受けた全米チャンピオンやオリンピックメダリストには、妻のベティやリチャード・デグナー、ジーン・スタンヨ、バーバラ・ギルダースがいる。全員デトロイト・アスレチック・クラブの後援を受けていた人たちである。